# L’Anse Amour Site

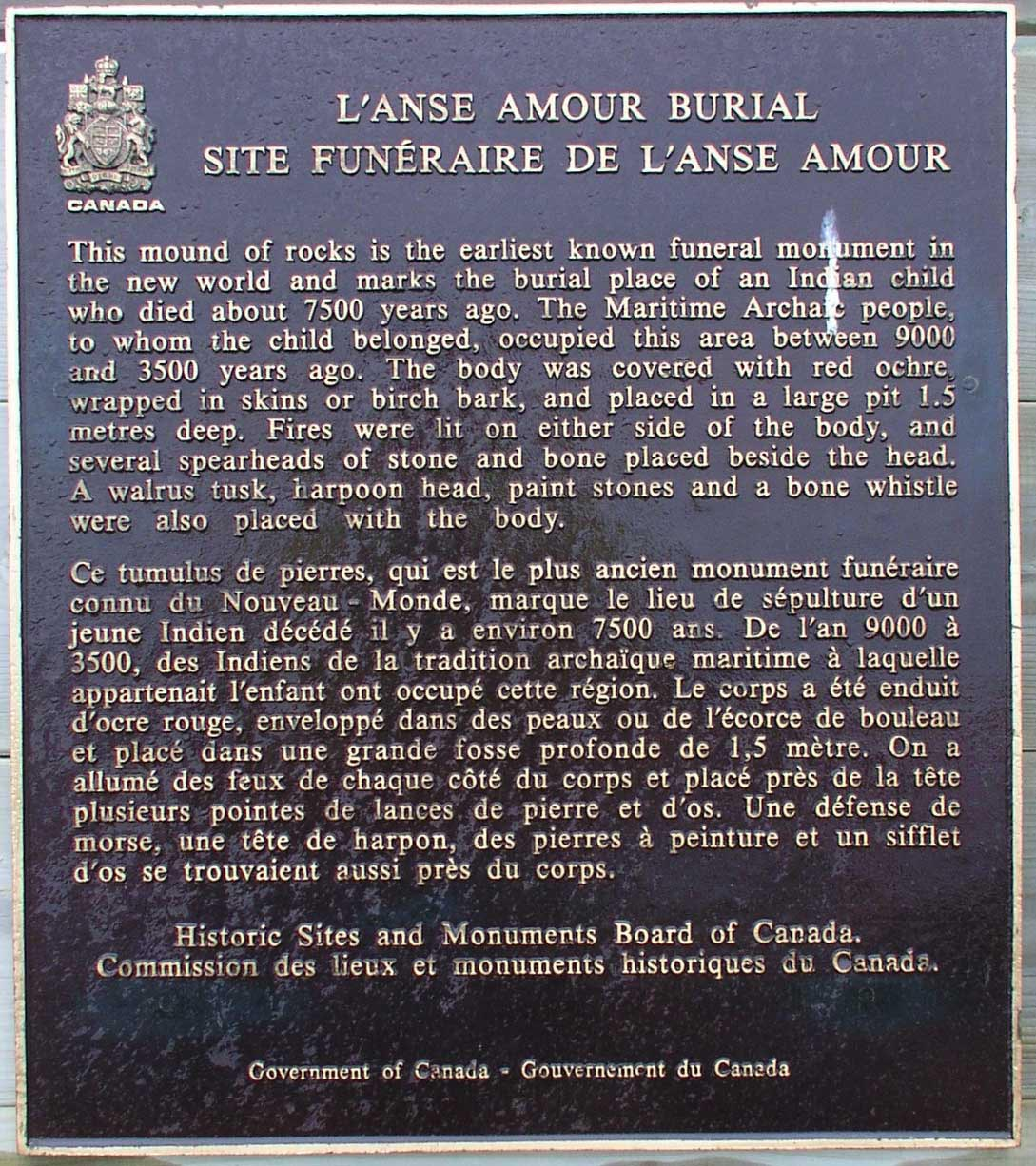
Eine Tafel erläutert auf Englisch und Französisch die Bedeutung der Nationalen Historischen Stätte

Die L’Anse Amour Site (nach dem Borden-System (EiBf-4)) ist eine archäologische Fundstätte im südlichen Labrador in der kanadischen Provinz Neufundland und Labrador. Nahe der namengebenden kleinen Ansiedlung L’Anse Amour an der Strait of Belle Isle wurde 1974 das bisher älteste, rund 7500 Jahre alte Grab Nordamerikas ausgegraben. Es barg ein 12 bis 13 Jahre altes Kind, das erkennbar unter aufwändigen Zeremonien beigesetzt wurde. Zudem fand sich hier die älteste Harpune Nordamerikas und der früheste Nachweis für die Jagd auf Wale.

## Ausgrabung
1973 wurden die Archäologen James Tuck und Robert McGhee von der Memorial University of Newfoundland auf einen Steinhügel an einem Sandstrand aufmerksam. Dieser lag an der schmalsten Stelle der atlantischen Wasserstraße, die Labrador und Neufundland trennte, der Belle-Isle-Straße.
In dem runden Grabhügel (Mound) aus Erde, die mit etwa 300 Steinen durchsetzt war, fanden sie den später auf ein Alter von 7500 Jahren Before Present (~ 5550 v. Chr.) datierten Leichnam eines Kindes. Sein Alter wurde auf 12 bis 13 Jahre geschätzt. Der Hügel lag 28 m über dem Meeresspiegel und hatte mehr als 8 m Durchmesser und eine Höhe von etwa einem Meter. In der Mitte des Hügels befand sich eine zweite Schicht aus Steinen, die einen Durchmesser von 4 m aufwies.

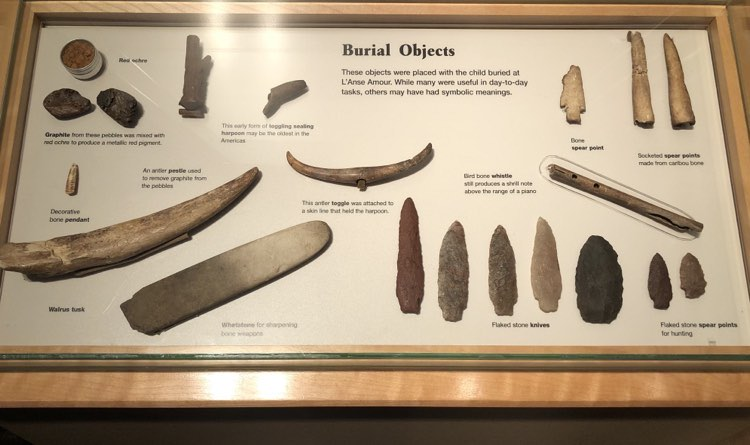
Grabbeigaben, heute in The Rooms

Das Kind war mit dem Gesicht abwärts und nach Westen gerichtet in einer 1,6 m tiefen Grube unter dem Hügel beigesetzt worden. An Grabbeigaben wurden eine Flöte aus Vogelknochen, ein Stößel aus Bein, der zum Zerkleinern von Hämatit benutzt worden war, die älteste bekannte Spitze einer Harpune Nordamerikas, ebenfalls aus Bein, und eine Projektilspitze aus Hornstein gefunden. Die Harpune war vom Typ der sogenannten toggling harpoon, bei der die Spitze nicht nur durch einen Riemen gehalten wird, sondern abbricht und im Körper des Tieres verbleibt, während der Schaft wieder verwertet werden kann. Die Spitze bleibt durch den Riemen entweder mit dem Schaft oder dem Fischer verbunden. Ist der Drehpunkt zur Längsachse der Waffe versetzt, dann stellt sich die Spitze infolge des Zuges, den der Riemen ausübt, quer und die Spitze wirkt wie ein Anker.
Der Leichnam des Kindes war mit rotem Ocker aus gestampftem Hämatit bestreut und mit einem flachen Stein abgedeckt worden. Im Rahmen der Beisetzung und des Baus des Hügels, an dem die Jägergruppe etwa eine Woche gearbeitet haben muss, wurden um die Grube Speisen zubereitet. Spuren der Feuerstellen fanden sich. Fischgräten sind als Reste erhalten, außerdem wurde der Stoßzahn eines Walrosses gefunden. Schließlich fand sich ein Artefakt, das als Bannerstone bezeichnet wurde.

## Einordnung
Grab und Funde werden der Maritime Archaic Tradition aus der Archaischen Periode zugeordnet. Das Grab von L'Anse Amour ist der älteste Fund der Kultur, die sich kurz zuvor die Küste entlang nach Norden ausgebreitet hatte und um 4050 v. Chr. ihre größte Ausdehnung bis weit über die Waldgrenze hinaus in die Tundren erreichte. Ab 2050 v. Chr. wurden sie von Norden wieder verdrängt durch die nach Süden vorrückenden Paläo-Eskimos, die die Maritime Archaic Tradition um 1250 v. Chr. völlig ersetzten.
Der Harpunenfund weist darauf hin, dass die Jagd auf Wale bereits bis in diese Zeit zurückreicht. Damit ist der Fund, der sich auf 7530 ±140 BP datieren ließ, um weniges älter als ein ähnlicher Fund in Japan (Higashikushiro), der auf etwa 7130 Jahre BP datiert werden konnte. Die dortige Jagdwaffe wies große Ähnlichkeit mit der in Labrador auf, was wiederum Diskussionen über mögliche Beziehungen zwischen den Jägern am Westrand des Pazifiks und denen am Westrand des Atlantiks auslöste.

## Nationale Historische Stätte
Der Hügel wurde nach der Ausgrabung rekonstruiert und ist als National Historic Site ausgewiesen, die Artefakte werden im Labrador Straits Museum im nahe gelegenen L’Anse au Loup ausgestellt.